# 碧血劍 (2000年電視劇)
《碧血劍》（英語：Crimson Sabre）是香港電視廣播有限公司與中国中央电视台旗下的中国国际电视总公司合作攝製的古裝武俠電視劇，由林家棟、江華、佘詩曼、吳美珩及歐子欣領銜主演，監製李添勝。
此劇根據金庸所著的武俠小說《碧血劍》為基礎，再把小說改編劇集，然後進行拍攝製作。
此劇由無綫電視繼85年版《碧血劍》之後，無綫電視為拍攝製作第二部同名劇集，也是無綫電視第一套和大陸影視公司合作拍攝的電視劇。
此劇在無綫電視翡翠台首播前的電視預告片及宣傳片中，為無綫電視所選播的33週年台慶劇。

## 演員表

### 主要角色
| 演員   | 角色   | 關係／暱稱 |
| 林家棟 | 袁承志 | 袁崇煥之子 童年由林俊良飾演 金蛇郎君之傳人，穆人清之徒弟 後為七省盟主 與阿九互生情愫 第9集登場 第19集發現夏雪宜困在山洞與其相認 笫21集施以混元神功令夏雪宜再次走動 第23集為救阿九而被錦衣衞打至重傷 第26集假扮錦衣衞入宮，協持皇帝及救闖王與各寨主，得知阿九陰謀與其恩斷義絕 第30集目擊多爾袞殺害皇太極 第31集大戰玉真子期間與阿九一同墮涯 第33集率領軍隊與闖王一同攻入城，終於得知阿九是長平公主身份 第35集與溫青青一同離開華山避世海外 |
| 江 華  | 夏雪宜 | 金蛇郎君 龍天之徒弟 童年由胡耀鋒飾演 第1集獨闖五毒教偷走金蛇三寶 第8集被溫家五老挑斷手筋 第9集被何紅藥刺殺，生死未卜 第20集被袁承志由山洞救出 第22集被溫家五老再次捉拿，從溫倩口中得知溫儀死訊 第29集傳受劍法給溫倩 第34集為救溫青青被迫與何紅藥拜堂成親，服毒企圖與何紅藥同歸於盡 第35集決定與溫倩留在華山長住終老 |
| 佘詩曼 | 阿 九  | 长平公主 崇禎皇帝之女 最后剃度出家，法号“九难” 第13集登場 第18集為查出金蛇郎君下落被何紅藥打傷 第23集揭露真正身份為長平公主，其目的是分化武林 第24集假扮溫青青偷走藏寶圖，殺袁承志不逐後殺死安小慧 第26集殺害真阿九並企圖殺害溫青青 第28集先後被何鐡手和何紅藥捉走 第31集被誤會與袁承志一同獨吞寶藏 第33集被崇禎皇帝斬斷左臂及險被其殺害 第35集出家後跟隨木桑道人雲遊四海                                                                |
| 吳美珩 | 溫 儀  | 溫倩之姊 夏雪宜之妻 夏青青之母 第8集被溫家五老活埋枯井而死 |
| 吳美珩 | 溫 倩  | 溫儀之妹 夏雪宜之妻 夏青青之姨母 與夏雪宜笛劍合壁 第10集登場 第22集講出溫儀被溫家五老害死真相 第29集從夏雪宜學懂三招九式劍法，其後被何紅藥刺傷 第34集與夏雪宜笛劍合𤩹殺死何紅藥 第35集與夏雪宜留在華山長住終老 |
| 歐子欣 | 夏青青 | 夏雪宜、溫儀之女 鐘情袁承志，針對阿九 喜愛女扮男裝，接近何鐡手 與安小慧和孫仲君不和 第10集登場 第20集企圖殺害其生父夏雪宜 第24集被阿九嫁禍成殺害安小慧的兇手 第25集救走被監禁的真阿九 第26集揭穿阿九假扮身份 第28集為救袁承志被火藥炸至命危 第29集與生父夏雪宜冰釋前嫌 第30集險被玉真子污辱 |
| 袁彩雲 | 何鐵手 | 五毒教教主 後拜袁承志為師，改名何惕守 第14集登場 第20集得知溫青青假扮男生，企圖自行了斷後被袁承志阻止 |

### 其他角色
| 演員   | 角色         | 關係／暱稱 |
| 關寶慧 | 何紅藥       | 五毒教 痴戀夏雪宜，靈蛇窟私藏夏雪宜16年 第21集被逐出五毒教 第28集投靠曹化淳並追查夏雪宜下落 第29集再次捉走夏雪宜及刺傷溫倩 第34集先中夏雪宜的毒，後死於溫倩劍下 |
| 麥長青 | 義 深        | 鐵羅漢 |
| 林敬剛 | 胡桂南       | 山宗金蛇營 |
| 楊旻娜 | 安小慧       | 童年由黃美棋飾演 與袁承志青梅竹馬 第9集登場 第24集被阿九殺害，誤以為溫青青是兇手                                                                                |
| 陳安瑩 | 藍鐵手       | 前五毒教教主 |
| 谷 峰  | 穆人清       | 「神劍仙猿」 華山派掌門 袁承志師父 |
| 秦 煌  | 黃 真        | 「銅筆鐵算盤」 穆人清大弟子 後為華山派掌門 |
| 鄺佐輝 | 歸辛樹       | 穆人清二弟子 |
| 游 飆  | 梅劍和       | 歸辛樹大弟子 |
| 陳 琪  | 孫仲君       | 飛天魔女，濫殺無辜 |
|        | 木桑道人     | 鐵劍門掌門 九難師太師父 |
| 李國麟 | 玉真子       | 鐵劍門傳人 木桑道長師弟 武功超凡，心術不正。第35集死在木桑道人劍下                                                                                              |
| 李燕姍 | 阿九         | |
| 魯振順 | 程青竹       | 山宗金蛇營。陪同崇禎殉國。 |
| 駱應鈞 | 李自成       | 闖王，第33集率領義軍攻佔京師稱帝，隨即驕傲自滿、貪戀女色，終遭敗亡。                                                                                            |
| 李成昌 | 李 岩        | 闖王軍師，袁承志義兄。第35集苦諫闖王放還陳圓圓給吳三桂，因而觸怒闖王被逐出朝廷，後悲憤自盡                                                                      |
| 盧慶輝 | 多爾袞       | 清國睿親王，假冒朝鮮商人前來大明刺探軍情。袁承志義兄。第30集被袁承志目擊殺害皇太極                                                                              |
| 王俊棠 | 溫方達       | 溫家五老 |
| 李鴻杰 | 溫方施       | 溫家五老 |
| 劉 江  | 溫方山       | 溫家五老 |
| 關 菁  | 溫方悟       | 溫家五老 |
| 焦 雄  | 溫方義       | 溫家五老 |
| 鄧英敏 | 溫 正        | |
| 曾慧雲 | 溫方義妻     | |
| 黃梓瑋 | 溫方施妻     | |
| 黃 鳳  | 溫方悟妻     | |
| 劉桂芳 | 溫方達妻     | |
| 羅 蘭  | 溫方山妻     | |
| 李子奇 | 溫 七        | |
| 黃德斌 | 唐 顯        | |
| 佘晨光 | 曹化淳       | 司禮太監提督東廠。奸狡詭詐、殘害忠良，後被闖王斬首 |
| 王志華 | 袁崇煥       | 袁承志之父 |
| 廖麗麗 | 袁崇煥妻     | |
| 王 偉  | 崇禎帝       | 明朝末代皇帝。剛愎自用斷送了江山。第33集在煤山自縊 |
| 李明麗 | 五毒教徒     | |
| 馬德鐘 | 龍 天        | 夏雪宜師父 藍鐵手大師兄 |
| 芳 萍  | 老教主       | |
| 陳肖明 | 十四嫂       | |
| 馮皓詩 | 溫倩童年     | |
| 馮瑞珍 | 夏 母        | |
| 梁啟智 | 夏 父        | |
| 陳楚翹 | 夏大姊       | |
| 黃仲匡 | 夏大哥       | |
| 蘇麗明 | 夏大嫂       | |
| 鍾建文 | 夏二哥       | |
| 游潔冰 | 王 媽        | |
| 何文進 | 大 夫        | |
| 羅君左 | 王應朝       | |
| 陳勉良 | 福 伯        | |
| 黎秀英 | 福 嬸        | |
| 張英才 | 周延儒       | |
| 孫季卿 | 溫體仁       | |
| 招石文 | 高 捷        | |
| 凌 漢  | 梁廷棟       | |
| 鄧汝超 | 吏部文官     | |
| 李海生 | 青竹幫老幫主 | |
| 林偉雄 | 青竹幫長老   | |
| 林遠迎 | 青竹幫長老   | |
| 劉深宜 | 青竹幫長老   | |
| 李錦明 | 二 弟        | |
| 陳榮峻 | 沙天廣       | |
| 陳狄克 | 褚紅柳       | |
| 車保羅 | 呂七先生     | |
| 古明華 | 虎頭陀       | |
| 張漢斌 | 焦公禮       | 金龍幫幫主 |
| 彭美嫦 | 瘋 婦        | |
| 邵卓堯 | 太白三英     | |
| 麥嘉倫 | 太白三英     | |
| 黃文標 | 太白三英     | |
| 曾健明 | 啞 僕        | |
| 方 傑  | 榮 彩        | |
| 林 峯  | 黑衣人       | |
| 李 岡  | 總 旗        | |
| 華忠男 | 千總大人     | |
| 陳中堅 | 都 司        | |
| 李麗麗 | 杏 姑        | 第26集出賣長平公主，被程青竹打死 |
| 王維德 | 蔣舵主       | |
| 王偉樑 | 麥舵主       | |
| 戴少民 | 趙舵主       | |
| 梁建平 | 陳舵主       | |
| 劉 丹  | 皇太極       | 撞破姦情被其弟多爾袞殺害 |
| 施 敏  | 莊 妃        | 與睿親王多爾袞有染 |
| 邱萬城 | 誠 王        | 崇禎的兄弟，謀逆被殺 |
| 黃天鐸 | 牛金星       | 大順丞相。獻陳圓圓給闖王以邀寵，把持朝政 |
| 葉振聲 | 劉宗敏       | 大順權將軍。牛金星的黨羽 |
| 郭德信 | 錢通四       | |
| 河國榮 | 雷 蒙        | |
| 姚啟善 | 若克林       | |
| 湯俊明 | 太 子        | |
| 戴志偉 | 齊雲傲       | |
| 虞天偉 | 段長老       | |
| 鄭家生 | 戚長老       | |
| 張鴻昌 | 蒙長老       | |
| 王偉樑 | 青竹幫弟子   | |

## 軼事
- 原本金蛇郎君的飾演者江華無意接拍此劇，但因曾辭演《笑傲江湖》而與監製約定之後才演其他金庸武俠小說，終於為了兌現承諾而決定出演。[2]

## 影碟發行
電視廣播(國際)有限公司授權台灣弘音多媒體科技股份有限公司於2008年推出發行了《碧血劍》DVD影碟零售版本，此影碟收錄全套35集，共7隻碟，設有粵語及國語發音版本並配上非隱藏繁體中文字幕。

## 外部連結
- 《碧血劍》 Mytv Super （页面存档备份，存于）